# تمدن آمودریا
تمدن آمودریا (به انگلیسی: Oxus Civilization) یا مجموعهٔ باستان‌شناسی بلخ-مرو (به انگلیسی: Bactria–Margiana Archaeological Complex یا بطور اختصار BMAC) عنوانی است که به تمدن عصر برنز در آسیای میانه می‌دهند، و بیشینهٔ آن به پیرامون ۲۲۰۰ پیش از میلاد تا ۱۷۰۰ پیش از میلاد می‌رسد و در حوزه‌های ترکمنستان، شمال افغانستان و ایران، جنوب ازبکستان و غرب تاجیکستان، و مرکز آن در شمال آمودریا (لاتین: Oxus) واقع بوده‌است. پایگاه‌های (ساحات) باستان‌شناسی متعلق به این تمدن در سال ۱۹۷۶ میلادی توسط باستان‌شناس اهل شوروی پیشین ویکتور ساریانیدی (Viktor Sarianidi) کشف و نامگذاری شد. بلخ (یا باختر) (به یونانی: Bactria)، سرزمینی باستانی در شمال افغانستان امروزی بوده، و مرو (به یونانی: Margiana)، استانی (ساتراپی) از شاهنشاهی هخامنشیان بوده، که امروزه در ترکمنستان واقع است.
درحدود ۱۳۵۰ پیش از میلاد، مهاجرت قبایل ایرانی به سمت غرب از مجموعهٔ باستان‌شناسی بلخ-مرو (تمدن آمودریا) به فلات و مناطق غربی ایران امروزی آغاز گردید.

## کاوش‌های باستان‌شناسی

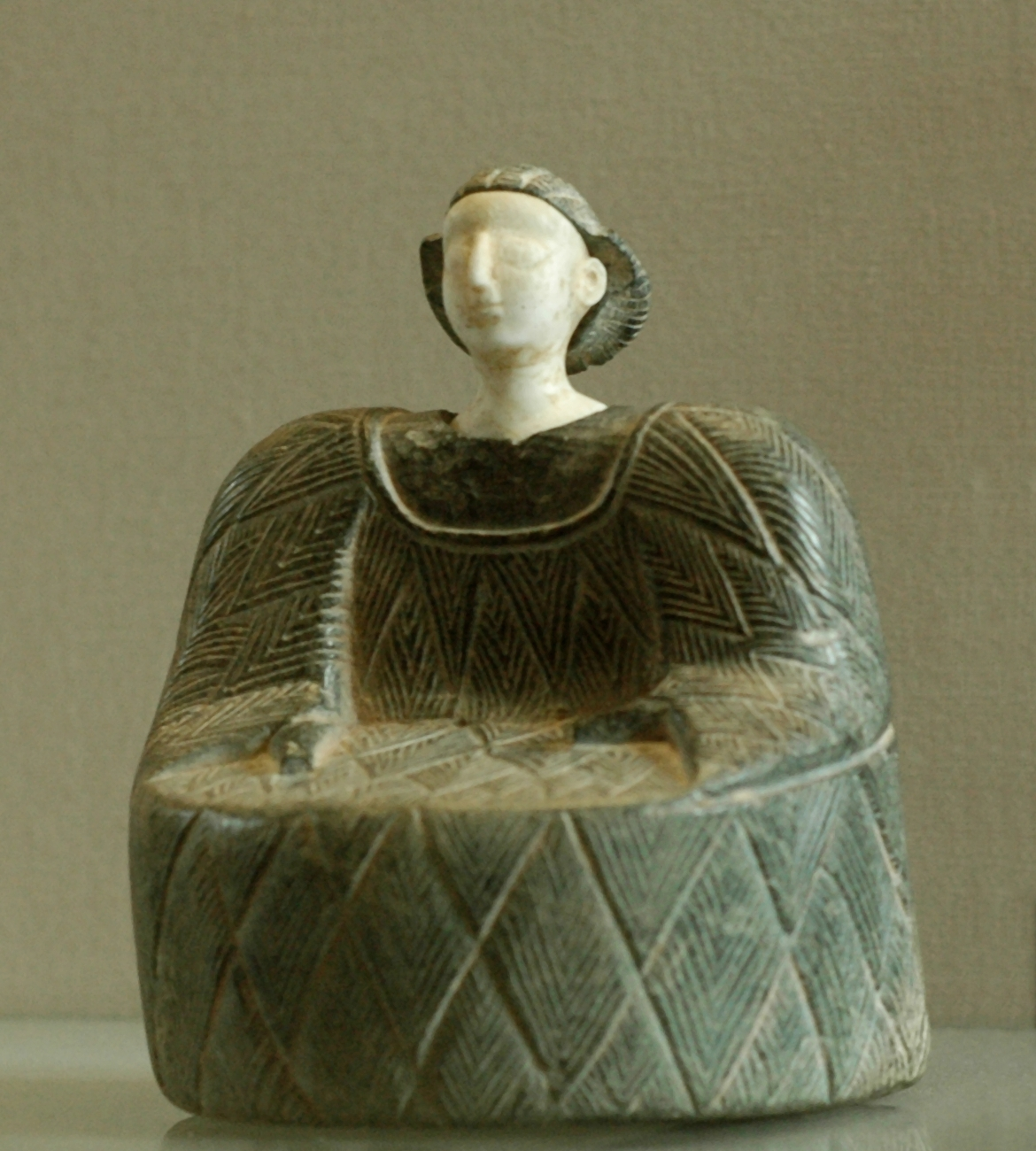
نگارهٔ ۳: پیکرهٔ زنی مشهور به «شاهدخت بلخی» با لباس کاوناکِس (Kaunakes)، بدست‌آمده از مجموعهٔ باستان‌شناسیِ بلخ-مرو (BMAC) یا «تمدن آمودریا»، سرزمین باستانی بلخ در شمال افغانستان، هزارهٔ دوم پیش از میلاد، موزیم لوور در پاریس

از دههٔ هفتاد میلادی (سال‌های ۱۹۷۰) به بعد، مجموعه‌ای از یافته‌های باستان‌شناسی در دَشلی‌تپه در افغانستان، سپالی‌تپه و جَرکوتَن در ازبکستان، و تپه‌های توگولوک و گونور در ترکمنستان، شبکه‌ای از زیستگاه‌ها را به پهنای جغرافیایی ۴۰ هکتار نشان می‌داد. از این حفریات شهرهایی محصور در دیوار پدیدار گشتند که حاوی مجموعه بناهایی بودند که با نقشهٔ متقارن بنا شده بودند. از نقشهٔ ساختمانیِ برخی از این بناها پیداست که آن‌ها قصرها و بناهای مذهبی بوده‌اند. در پیرامون این بناها گورهایی قرار دارند که حاوی گنجینه‌هایی از آثار نهفته بودند و تا آنزمان به غارت نرفته بودند: پیکره‌های نفیس از سنگ، مِس، طلا، و نقره، که غنای آن بحدی بود که تا بحال در هیچ جای دیگر در این منطقه بچشم نخورده بودند. معلومات موجود از این دوره برای افغانستان و ترکمنستان مدیون کاوش‌ها و مطالعهٔ ویکتور ساریانیدی است.
از پایگاه باستان‌شناسی شهداد در شرق ایران آثاری بدست آمده که شباهت‌های زیادی با آثار بدست‌آمده از دلتای مُرغاب و دشت دشلی دارد. چند پایگاه (نظیر سیبری) و گور (بویژه مِهرگَرْه °۸ و داوده دمپ؟ (Dauda Damp)) در ایالت بلوچستان پاکستان، در غرب درهٔ سند یافت شده‌اند که مشابهت زیادی با یافته‌های کاوش‌شده از افغانستان، ترکمنستان، و ازبکستان دارند. اشیاء بیشماری شامل اقلام طلایی نیز به‌طور تصادفی در طی عملیات ساختمانی در کویته پاکستان پیدا شده‌اند. این گنجینه تحت عنوان «گنجینه کویته» نام گرفته‌است. اسکلتی نیز در همان گودال یافت شده، که نشان می‌داد آنجا یک آرامستان بوده‌است. به همین خاطر این گنجینه از اشیای گورستان تشکیل شده بود که پس از مقایسه کردن با آثار کاوش‌شده از گورهای مهرگره ۸، متعلق به مجموعهٔ فرهنگی (تمدن) یکسانی که قبلاً ذکر شد بودند.

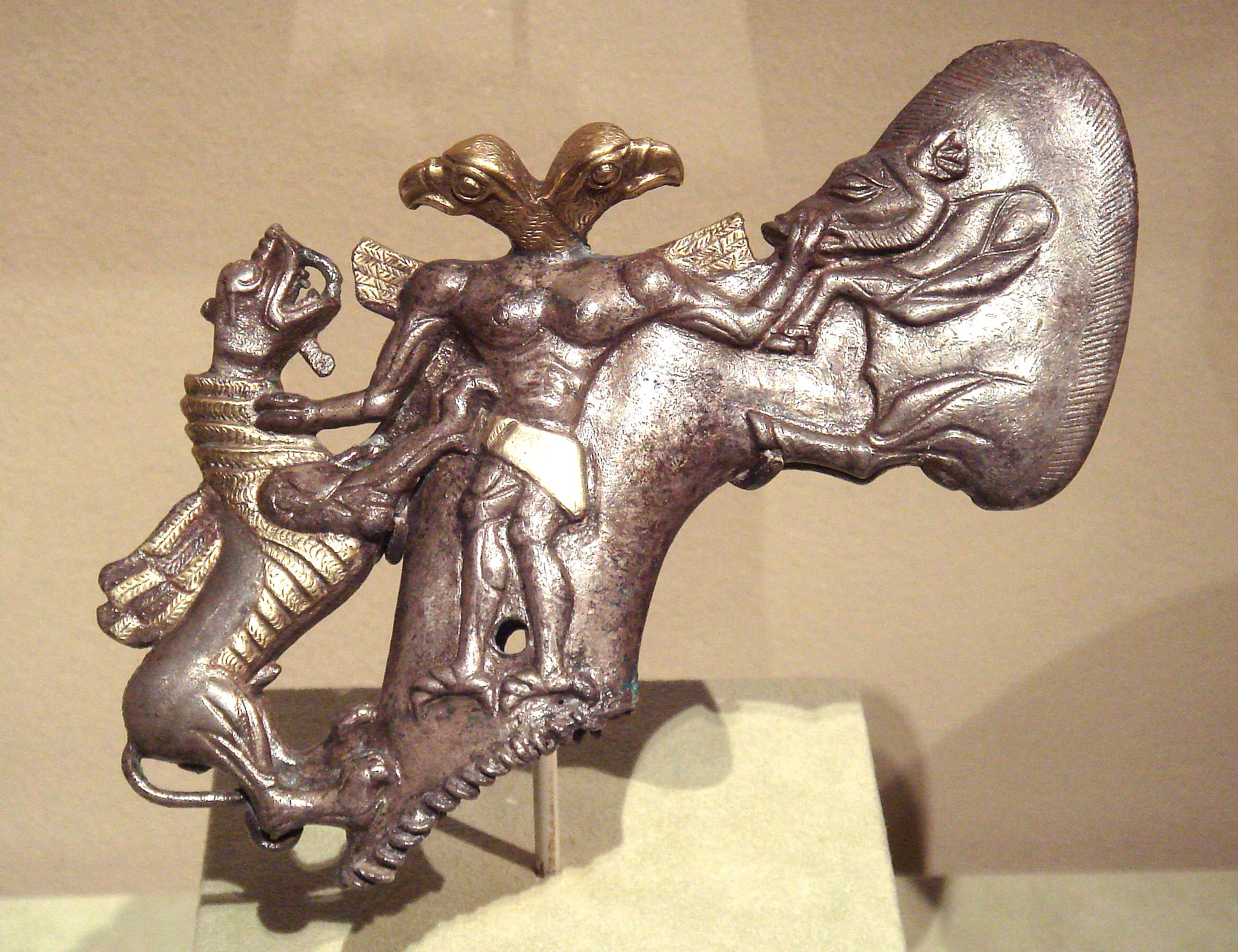
نگارهٔ ۴: یک تبر با نقوشی از عقاب و حیوانات، بدست آمده از حوزهٔ تمدن آمودریا، هزاره‌های سوم و دوم پیش از میلاد.

بعدها مشاهده شد که مجموعه‌ای از اشیاء سنگی - «گُرزها»، لوح‌های حجاری‌شده، و ستون‌های کوچک - به همان شیوه در گورهایی واقع در حوزه‌ای که از ترکمنستان تا غرب درهٔ سند، و به ویژه در گورهای مهرگره ۸ و پایپاه گنجینهٔ کویته گسترده بود، قرار داده شده بودند. اشیاء کاوش‌شده از این منطقه نیز مشابهت‌های زیادی را نشان می‌دادند. پیکره‌های سنگی، که اغلب از استاتیت و کلریت، ساخته شده بودند، و دست‌ها و چهره‌هایشان از سنگ مرمر سفید، و پوشاکشان شبیه کاوناکس (Kaunakes؛ دامنهای پشمی) منطقهٔ میان‌رودان (بین‌النهرین) بود (نگارهٔ ۳)، چشمگیرترین آثار در میان اشیاء نمادین از این حوزهٔ فرهنگی بودند. چندین نمونه از این نگاره‌ها در نمایشگاه «Afghanistan, une histoire millénaire/افغانستان، یک تاریخ هزاران ساله» قابل مشاهده بود. همین نقش در در اشیاء زیادی، شامل جعبه سرپوش‌دار (pyxis) از گونورتپه دیده می‌شود. بیان اینکه چه کسی در این نقوش ترسیم شده، مشکل است، نقوشی که تقریباً همیشه در بافت تدفینی (گورستان‌ها) دیده می‌شوند. حوزهٔ پراکندگی این آثار به‌طور قطع بسیار گسترده‌است، که نمونه‌ای از آن در گنجینهٔ کویته پیدا شده، حال آنکه در هَرَپه، شهری عمده در تمدن دره سند، قطعاتی از پوشش سر معمولاً با این نوع پیکره در لایه‌ای از حفریات متعلق به دورهٔ سوم از همان سند در اواخر هزارهٔ سوم پیش از میلاد مرتبط هستند.
مُهرهای بدست‌آمده از این منطقه گستره‌ای وسیع از تِم‌ها و نمادها را نشان می‌دهند، که احتمالاً بازتاب‌دهندهٔ انگاره‌های مذهبی بوده، و مشابهت‌های زیادی با اشیاء همتای خود در ساحات باستان‌شناسی در خاور میانه دارند. در میان آن‌ها مُهرهای استوانه‌ای شکلی با مشابهت‌های با میان‌رودان و عیلام وجود دارند، و تفاوت آن‌ها در کف مهر است. همتای دیگر آن در حدود شرقی این مجموعهٔ فرهنگی در سرحد درهٔ سند، به ویژه در ساحهٔ سیبری مشاهده شده‌است.
تمام این کشفیات جدید در ۳۰ سال اخیر، موجودیت فرهنگی گسترده و همگِنی (homogeneous) از مناطق مختلف در آسیای میانه و مناطق سرحدی بین ایران‌زمین و هند نشان داده‌اند. با آنکه این موجودیت ویژگی‌های خاص خود را دارد، تا اندازهٔ زیادی نیز از گرایش‌ها زیاد و متنوع دنیای خارج تأثیر پذیرفته‌است. افزون بر این، در کنار این یافته‌ها که از طریق کاوش‌های نظارت‌شده بدست آمده‌اند، اشیاء بیشمار قابل توجهی نیز موجود هستند، که از طریق کاوش‌های مخفی و غیرقانونی حفر شده و به بازارهای بین‌المللی هنر راه پیدا کرده‌اند و به کلکسیون‌های همگانی یا شخصی افزوده شده‌اند.
ظروف طلایی تپه فُلول - یافته‌هایی که مایهٔ شگفتی بسیار شده - را می‌توان در بافت فرهنگی شناخته‌شده‌تری می‌توان درک کرد. این ظروف را می‌توان در فهرست طولانی اشیاء شامل کاسه‌های طلایی و نقره‌ای، برخی با درون‌مایه‌های هندسی همچون دو کاسهٔ بدست‌آمده از تپه فُلول، و برخی شامل منظره‌های داستان‌وار از بلندی‌ها، گروه‌های شکار، و کار بر روی زمین‌ها، جای داد. نمایشگاه سال ۱۹۸۸ در موزیم گیمه (با عنوان "فرانسوی: Les cités oubliés de l.Indus"؛ "ترجمه: شهرهای فراموش‌شدهٔ سند"، AFAA, cat. 1988) فرصتی برای دیدن اشیاء غنی بدست‌آمده از گورهای گنجینهٔ کویته را فراهم می‌کرد. یکی از اشیاء به نمایش گذاشته‌شده یک جام برای نوشیدن با پایه‌ای از طلا بود. بر روی یک فریز (نواره‌ای مزین به نقوش برجسته) جانوران شکار تزئین داده شده بود، که کنده‌کاری‌های بر روی پوست آن دقیقاً به شیوهٔ یکسان با گاه‌های نر بر ظروف طلایی بدست‌آمده از تپه فُلول صورت گرفته بود.
اگرچه ظروف بدست‌آمده از تپه فُلول، همچون ظروف دیگر از این حوزهٔ فرهنگی گسترده، دارای ویژگی‌های هنر محلی هستند، اما آثاری از گرایش‌ها خارجی را نیز نشان می‌دهند. پژوهشگران این گرایش‌ها را بلافاصله پس از کشف آن دریافتند، به ویژه در نقوش گاه‌های نر ریش‌دار که متمایل به درون‌مایه (تِم) شناخته‌شده در میان‌رودان است. نقش درختی بر روی یک کوه، که بر روی یک جام نوشیدنی از تپه فُلول ترسیم شده، و گُرازهای وحشی را نشان می‌دهد، را می‌توان با تزئینات بر روی مُهرهای بدست‌آمده از میان‌رودان مرتبط دانست. همین تِم بر روی یک ظرف نقره‌ای بدست‌آمده از یگ گور در گونورتپه در ترکمنستان یافت شده‌است. برخی از این حیوانات گوناگون ترسیم‌شده بر روی این ظرف را می‌توان با همتای آن بر روی جام‌های بدست آمده از تپه فُلول مقایسه کرد. در پشت این نقوش مناظر طبیعی از درخت‌های واقع بر روی کوه‌ها ترسیم شده‌اند.

### پایگاه‌های باستان‌شناسی
در افغانستان (بلخ باستان):
- تپه فُلول (خوش‌تپه)، در ولایت بغلان
- تپه دشلی، در ولایت جوزجان

در ترکمنستان (مرو باستان):
- آلتین‌تپه (Altyn-depe)
- تپه توگولوک (Togolok-depe)
- تپه گونور (Gonur-depe)
- تپه نمازگا (Namazga-depe)

در ازبکستان (بلخ باستان):
- تپه سپالی (Sappalitepa)
- جَرکوتَن (Djarkutan/دیار ختن؟)

ایران
خراسان جنوبی (محوطه گَوَند فردوس)
خراسان جنوبی (رَزِه درمیان)
خراسان شمالی (چلو)

## آسیای میانه در عصر بُرُنز

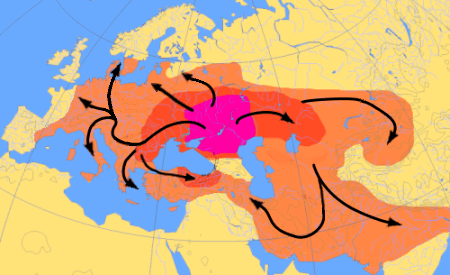
نگارهٔ ۵: نقشهٔ مهاجرت‌های هندواروپائیان در حدود شش تا سه هزار سال پیش از دیدگاه مُدل کورگان (Kurgan)

در دورهٔ نوسنگی، در حدود ۷۰۰۰ سال پیش از میلاد، دهقانان و چوپانانی در جلگه‌های حاصلخیز پیرامون هندوکُش زندگی می‌کردند. این مردمان صنعت ابتدائی خانه‌سازی با خشت خام و سفالگری را با خود به همراه آوردند و از فروش لاجورد که در سواحل و بستر رودخانه‌ها می‌یافتند و تجارت آن از طریق فلات ایران و میان‌رودان (بین‌النهرین) ثروتمند می‌شدند.
فرهنگ عصر بُرُنز اولیه در آسیای میانه و شمال و شرق افغانستان ظهور کرد. نخستین شواهد واقعی شهری‌سازی در تپهٔ دِه‌مُراسی (پشتو: دِه‌مُراسی غوندَی) و موندیگک (در نزدیکی قندهار امروزی) پدیدار گشت، که پایتخت‌های محلی تمدن دره سند بودند. اقتصاد بر اساس گندم، جو، دامداری و معدن‌کاری استوار بود. سنگ لاجوَرد (لاتین: Lapis lazuli) که در گورهای پادشاهان اور در جنوب عراق، پیرامون ۲۵۰۰–۲۶۰۰ پیش از میلاد، بکار رفته بود از بدخشان در شمال‌شرق افغانستان (بویژه از معدن سرِ سنگ) در همان دوره استخراج شده بود. همچنین شبکهٔ راه زمینی بازرگانی دوربردی با میان‌رودان (بین‌النهرین) و مصر ایجاد شده بود.

## مهاجرت آریایی‌ها و تمدن آمودریا
بعد از ۲۴۰۰ پیش از میلاد، رشد جوامع شهرنشین در آسیای میانه به‌شدت کاهش پیدا کرد. در طی یک مدت‌زمان ۳۰۰ ساله، هیچ‌کدام از مراکز عمده‌ای که در نیمهٔ اول هزارهٔ سوم پیش از میلاد به وجود آمده بودند، دیگر دارای باشنده نبودند. دلایل دقیق برای این «فروپاشی مدنی» همچنان یک راز مانده‌است. با اینحال در اواخر هزارهٔ سوم پیش از میلاد، در شمال افغانستان و جنوب ترکمنستان و ازبکستان، مجموعه‌ای از وقایع منجر به ظهور شهرها و زیستگاه‌هایی شد که از آن پس می‌رفت تا تأثیر عمده‌ای برجای بگذارد.
شمار زیادی از مهاجمان و مهاجران کوچ‌نشین، مردمان دامدار بدون شهر که سوار بر اسب یا با گردونه‌ها (وسایط نقلی چرخ‌دار) سفر می‌کردند، و از قبل بنام آریایی‌ها (برگرفته از واژهٔ سانسکریت، به معنای «مردمان نجیب و شریف») شناخته می‌شدند، از منطقهٔ دریای مازندران به‌سوی جنوب مهاجرت کرده و از آمودریا (Oxus) گذشته و طی اوایل هزارهٔ دوم (حدود ۱۷۰۰ پیش از میلاد) وارد افغانستان امروزی شدند.
با رشد و رونق کشتزارها و روستاها این مردمان به‌تدریج شیوه‌های ابتدائی آبیاری را ابداع کردند که به آن‌ها اجازه می‌داد تا به کشت غلات در دشت‌های شمالی افغانستان روی آورند. این مناطق شمالی همان سرزمین بلخ است که بعدها در نوشته‌های غربی بنام «باکتریا» (Bactria) یاد می‌شود. در سرزمین بلخ مجموعه‌ای از واحه‌های مصنوعی دلتا مانند توسط سیستم‌های گسترده آبیاری در ۴۰۰۰ سال پیش پدید آمد. باشندگان این آبادی‌ها زیستگاهایشان را در برابر مهاجمان مستحکم می‌کردند. شیوهٔ معماری که امروزه هنوز در شمال افغانستان مورد استفاده‌است. می‌نماید که فرهنگ این مردمان باشنده در واحه‌ها با فرهنگ همسایگان میان‌رودانیشان مشترکاتی داشته، از قبیل: صنعتگری هنرمندانه، وجود طبقهٔ نخبگان و رسوم همگانی پیچیده.
با این وجود، به دلیل فقدان خط و نوشتار در این تمدن، نام بومی تمدن آن‌ها مشخص نیست. محققان امروزه این تمدن گمنام را «مجموعهٔ باستان‌شناسیِ بلخ-مرو» (BMAC)، یا «تمدن آمودریا» (Oxus Civilization) می‌نامند. گنجینهٔ تپه فُلول در شمال افغانستان آثار به جای مانده از این تمدن است و نشان می‌دهد که مردم افغانستان در عصر بُرُنز در تجارت جهانی آن زمان سهیم بودند.

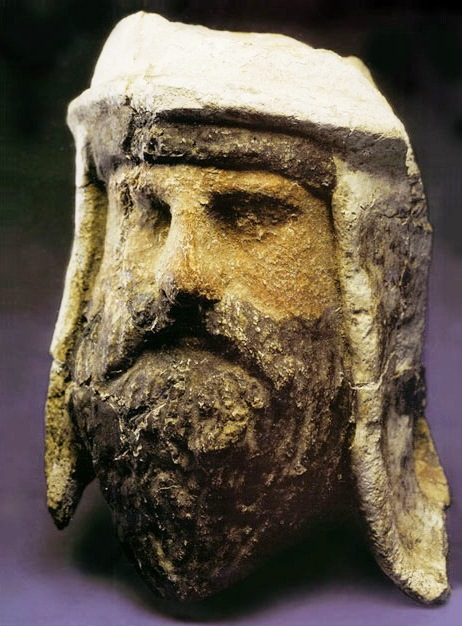
نگارهٔ ۶: سردیسی گِلی و مرمری رنگ‌آمیزی شده از یک موبد زرتشتیِ بلخی با جامهٔ سر متداول در سرزمین باستانی بلخ، تخت سنگین در تاجیکستان در نزدیکی سرحد با افغانستان (همان سرزمین باستانی بلخ)، سده‌های سوم و دوم پیش از میلاد.

هیچ گونه آثار هم‌عصر با سفر آریایی‌ها یافت نشده‌است. اما نظر به افسانه‌ها، آریایی‌ها هم‌زمان با مهاجرتشان سروده‌هایی سروده‌اند که دهان به دهان از یک نسل از موبدان (روحانیون) به نسلی دیگر منتقل می‌شده تا اینکه در حدود ۱۲۰۰ پیش از میلاد، زمانی که این سروده‌ها در مجموعه‌ای چند جلدی جمع‌آوری شد که بنام ریگ‌وِدا (۱۱۰۰–۱۷۰۰ ق. م) مشهور است.
این نوشته‌ها، راجع به قومی هستند، که قرن‌ها پیش از آن، از هندوکش برخاسته و در ۱۵۰۰ پیش از میلاد از رود کوبها، یا رود کابل، گذشتند و بدین‌ترتیب تقریباً می‌توان سفر این کوچ‌نشینان را که وسعت آسیای میانه را پشت سر می‌گذاشتند، تجسم کرد.
اقوام آریایی از آسیای میانه (مهاجرت آریایی‌ها) به شمال و غرب افغانستان رسیدند؛ برخی از آن‌ها در این مناطق مستقر شدند و بقیه بطرف شرق بسوی شمال هند و غرب بسوی فلات ایران رهسپار شدند. شواهد نخستین زیستگاه کوچ‌نشینان عصر آهن در آق‌کُپرُک ۴ (Aq Kupruk IV) یافت شده‌است. مردمان آریایی به شکل قبیله‌های کوچک در مناطق شرقی فلات ایران (شامل افغانستان امروزی)، در مغرب فلات پامیر و در شمال کوه‌های هندوکش می‌زیستند. اینان زبان و آداب و رسوم مشترکی داشتند. در دوران باستان، اقوام هندی و ایرانی (آنان که به زبان‌های هندوایرانی سخن می‌گفتند) خود را «آریایی» می‌نامیدند. نمونهٔ این اشاره‌ها را می‌توان در اوستا، سنگ‌نبشته‌های هخامنشی و متن‌های کهن هندو (مانند ریگ‌ودا) دید. مهاجرت آریایی‌ها به فلات ایران یک مهاجرت تدریجی بوده و در دوره‌های مختلفی صورت گرفته‌است که در پایان دوران نوسنگی (۷۰۰۰ سال پ. م) آغاز شد و تا ۴۰۰۰ پ.م. ادامه داشته‌است.
تمدن آمودریا در فاصله زمانی ۲۲۰۰ پیش از میلاد تا ۱۸۰۰ پیش از میلاد به سرزمین‌های شرقی گسترش می‌یابد و به کرانه‌های غربی رود سند رسیده و تمدن دره سند آنجا را منقرض می‌کند. گمان می‌رود، با افزایش تعداد اعضا، این مردمان ناچار به مهاجرت شدند و به نواحی شرق و غرب و جنوب سرزمین اصلی خود کوچ کردند. دلیل اصلی مهاجرت آن‌ها مشخص نیست، اما به نظر می‌رسد دشوار شدن شرایط آب و هوایی و کمبود چراگاه‌ها، از دلایل آن باشد.
پیرامون ۱۱۰۰–۱۷۰۰ پیش از میلاد: ریگ‌وِدا یکی از کهن‌ترین متون شناخته‌شده به یک زبان هندواروپایی، در دوره ودایی که ایرانیان و هندیان با هم می‌زیستند، در سَپته سِندو (Sapta Sindhu) ('سرزمین هفت رود')، که احتمالاً پنجاب یا درهٔ کابل باشد، نگاشته شد.
پیرامون ۱۳۵۰ پیش از میلاد: مهاجرت دسته‌هایی از اقوام ایرانی از مجموعهٔ باستان‌شناسیِ بلخ-مرو (BMAC) به‌سوی فلات ایران و غرب ایران.
پیرامون ۱۱۰۰–۵۵۰ پیش از میلاد: زرتشت یک آیین جدید - مَزدَیَسنا - را در بلخ (Bactra) معرفی می‌کند که در سرتاسر فلات ایران منتشر می‌شود. از دیدگاه افسانوی (که در شاهنامه فردوسی در حدود سال ۱۰۰۰ میلادی آمده)، زرتشت در بلخ بدست یک تورانی به قتل می‌رسد. تورانیان یکی از چندین اقوام کوچ‌نشینی هستند که بین سال‌های ۱۱۰۰ و ۵۵۰ پیش از میلاد به شمال افغانستان یورش آوردند، یا در آنجا ماندند یا از آنجا گذر کردند. (تاریخ دقیق زندگی زرتشت در بین محققان مورد بحث است و از حدود ۱۲۰۰ تا حدود ۶۰۰ پیش از میلاد تخمین زده می‌شود)

## تمدن آمودریا و ارتباط آن با تمدن درهٔ سند

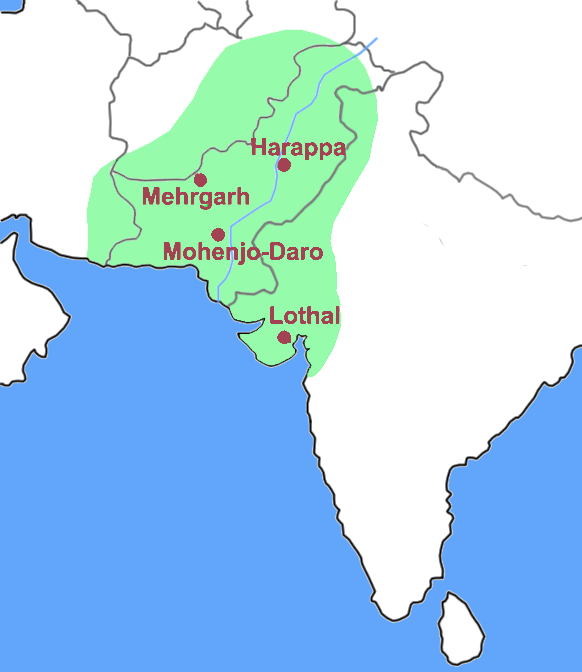
نگارهٔ ۷: گسترهٔ تمدن درهٔ سند (فرهنگ دراویدی)

همان‌طور که در بالا اشاره شد، مجموعهٔ تمدن آمودریا در طی فاصلهٔ زمانی ۲۲۰۰ تا ۱۸۰۰ پیش از میلاد به سوی شرق تا کرانهٔ غربی درهٔ سِند (Indus Valley) گسترده شد. (Jarrige and Hassan 1989) همچنین امروزه معلوم شده‌است که آثار باستانی همچون مُهرهای استوانه‌ای‌شکل، انواع اسلحه‌جات، و اشیاء فلزی، که اغلب «غیر محلی» خوانده می‌شوند، و در شهرهای تمدن دره سند کشف شده‌اند، می‌توانند با این تمدن آمودریا که قبلاً ناشناخته بوده در ارتباط باشند. پرسش‌هایی در رابطه با تماس‌های بین تمدن درهٔ سند و تمد آمودریا ایجاد می‌شود. کاوش‌های باستان‌شناسی در نوشهرو، که در نزدیکی مِهرگَرْهْ و در کناره‌های درهٔ سند واقع است، بر این معما روشنی می‌افکند. پس از دورهٔ نخست از تمدن درهٔ سند، که پیشینهٔ آن به نیمهٔ اول هزارهٔ سوم پیش از میلاد می‌رسد، نوشهرو طی فاصله‌های زمانی دوم، سوم و چهارم رشد کرده و مدنیتی در آن شکل گرفت، که بخشی از تمدن سند بوده‌است. هرچقدر، عناصری جدید در مرحلهٔ آغازین دورهٔ چهارم، که پیشینهٔ آن به حدود ۲۲۰۰ پیش از میلاد می‌رسد، نیز با تمدن آمودریا در ارتباط است. این یافته‌ها از لایه‌های زمین بدست آمده‌اند که آثار مربوط به تمدن درهٔ سند را آشکار می‌سازند. قابل توجه است که دورهٔ چهارم نوشهرو معاصر است با دورهٔ اصلی سوم از تمدن سند، با پیشینه‌ای حدود ۲۲۰۰ تا ۱۸۰۰ پیش از میلاد، دوره‌ای که اوج رشد مدنی و اقتصادی شهرهای سند همچون موهن‌جو دارو و هَرَپه بوده‌است.
پیدایش آثار باستانی در نوشهرو و مهرگره و دیگر ساحات و مشابهت آن با آثار تمدن آمودریا قبلاً یاد شد، اما این آثار را می‌توان با ویژگی‌های تمدن سند نیز در ارتباط دانست. به این دلیل، می‌توان گفت که به‌طور واضح این دو گروه با سابقهٔ فرهنگی متفاوت، در سرحد غربی درهٔ سند، بین ۲۲۰۰ تا ۱۹۰۰ پیش از میلاد با یکدیگر در صلح زندگی می‌کردند. به فاصله دوری از درهٔ سند، در گونورتپه در ترکمنستان، ساریانیدی یک مُهر استوانه‌ای‌شکل از نوع میان‌رودانی و به سبک اور ۳ را کشف کرد که متعلق به اواخر هزارهٔ سوم پیش از میلاد است. ساریانیدی در همین ساحهٔ باستانی یک مُهر با نگاره‌ای از یک فیل در قسمت پایین کتیبهٔ تمدن سند را کشف کرد.
چنین افزایشی در داده‌های باستان‌شناسی موجود، به دانشمندان کمک می‌کند تا روش‌های مختلف تماس بین گروه‌های مرتبط با تمدن آمودریا - که نخست با کشف ظروف طلایی در تپه فُلول در افغانستان آشکار شد - و باشندگان شهرهای تمدن سند را مطالعه نمایند. باستان‌شناسانی که کاوش‌های عمده را در نیمهٔ اول سدهٔ بیستم میلادی در آنچه که امروز پاکستان نامیده می‌شود مدیریت می‌کردند، گستردگی مدنیت (شهرنشینی) در تمدن سند، توانایی‌های اداری آنان، و به‌طور آشکار رونق اقتصادی آنان را دریافتند. بزودی در بین بسیاری از کارشناسان این باور شکل گرفت که این تمدن بین ۲۵۰۰ و ۱۸۰۰ پیش از میلاد گرایش‌ها سنت‌گرای محکمی داشته که هیچگونه تحول و گرایش‌ها خارجی را نمی‌پذیرفته‌است. اما برخی از تحقیقات اخیر، به ویژه در نوشهرو و همچنین مطالعات مجدد یک تیم آمریکایی در حفریات هرپه به‌طور واضح این حقیقت را آشکار ساخت که تمدن سند، مسلماً، در طول زمان تحول پذیرفته‌است. این حفریات ارزنده در کل محدود به لایه‌های بالایی در معرض دید می‌شدند. امروزه دانشمندان شناخت بهتری از استراتژی شاحه‌های تمدن سند دارند، آن‌ها می‌دانند که شهرهایی چون موهن‌جو دارو و هرپه که در طی کاوش‌های بزرگ در نیمهٔ اول سدهٔ بیستم کشف شده‌اند، تنها در عصر اصلی سوم از تمدن سند، بین حدود ۲۲۰۰ و ۱۹۰۰ پیش از میلاد به یک کلان‌شهر (metropolis) رشد کرده‌بودند. این یافته‌های اخیر، که نشان می‌دهند که دوره‌های متوالی تمدن سند با تغییرات مهمی توأم بودند، راهی را برای پژوهش بر روی عوامل درونی و بیرونی، از قبیل تمدن آمودریا، که نقش اساسی در تحول تمدن سند داشته، باز می‌کند.